# Hasukawa Sodai
Sodai Hasukawa (sinh ngày 27 tháng 6 năm 1998) là một cầu thủ bóng đá người Nhật Bản.

## Sự nghiệp câu lạc bộ
Sodai Hasukawa đã từng chơi cho FC Tokyo.